# Nowyj Kiachułaj
Nowyj Kiachułaj – osiedle typu miejskiego w Rosji, w Dagestanie. W 2010 roku liczyło 9875 mieszkańców.